# José Mota presenta...
José Mota presenta... es un programa de televisión humorístico español presentado y protagonizado por José Mota. 
Se emitió en La 1 de Televisión Española desde el 20 de febrero de 2015 hasta el 15 de abril de 2016 los viernes en la noche, con un formato de 45 minutos de duración, contando con tres temporadas.
En enero de 2018, Mota anuncia en sus redes sociales que se está grabando una nueva temporada de José Mota presenta....

## Temporadas y episodios
| Temporada | Temporada | Programa              | Episodios | Estreno               | Final               | Audiencia    | Audiencia | Audiencia |
| Temporada | Temporada | Programa              | Episodios | Estreno               | Final               | Espectadores | Cuota     |           |
| --------- | --------- | --------------------- | --------- | --------------------- | ------------------- | ------------ | --------- | --------- |
|           | 5         | José Mota presenta... | 16        | 20 de febrero de 2015 | 12 de junio de 2015 | 2 236 000    | 12,8%     |           |
|           | 6         | José Mota presenta... | 9         | 12 de febrero de 2016 | 15 de abril de 2016 | 2 043 000    | 11,4%     |           |
|           | 8         | José Mota presenta... | 6         | 6 de abril de 2018    | 11 de mayo de 2018  | 1 733 000    | 10,5%     |           |

## Actores y personajes
- José Mota: Jordi Évole, El Fumi de Morata, Gloria Serra, Artur Mas, Paco Martínez Soria...
- Anastasia Azaranka: Ana Pastorcilla, Gloria Serrilla
- Paco Collado: La Martillos, Ricardo Boquerone...
- José Luis Barroso
- Raúl Cano
- Iria Del Río
- Paula García
- Juan Alberto López
- Paula Méndez
- Mago More
- Miguel Fominaya
- Paco Fominaya
- Jaime Ordóñez: François Gallardo, Pepe Rodríguez...
- Marcos Ortiz
- Darío Paso
- Raúl Pérez: El pequeño Nicolás, Josep Pedrerol, Miguel Ángel Revilla, Florentino Pérez, Kiko Hernández, José Cabrera...
- Gabriel Rebellado
- Mónica Chaparro: Mila Ximénez, Rosario Flores, Ana Botella, Belén Esteban, Carmen Porter, Mariló Montero, Malú...
- Carmen Santamaría: Cayetana Guillén Cuervo
- Sayago Ayuso
- Betsy Túrnez
- Irene Jiménez
- Max Marieges
- Chanel Terrero: Presentadora de Españoles por el tiempo
- Alejandra Andreu
- Los Tele Tipos/Homo Zapping
  - Federico de Juan: Manel Fuentes, Jordi Pujol, Jesús Mariñas, Enrique de Vicente, Arturo Fernández...
  - Luis Ignacio González
  - Javier Quero: Juan Salazar de Los Chunguitos, Carlo Ancelotti, Antonio García Ferreras, Santiago Camacho, Bertín Osborne, Carlos Herrera Crusset...
- Marcos Arizmendi: Chiquito de la Calzada

## Secciones
- El rincón de la Martillos
- Historias de arriba abajo
- Madre pariós
- Spoiler Cops
- Tábanos
- Usted me tiene manía

## Personajes ficticios
- Bartolo
- Clotilde Uráñez "La Cloti"
- Demetrio Cansalmas
- El aberroncho
- El cuñao histórico
- El Fumi de Morata
- El heavy McCoy
- El hombre de la RAE
- El negociador español
- Jacintus_40
- Jarek, el butanero
- La Blasa
- La Repu
- La Vieja'l visillo
- Padre Tornices
- Pepa Alfayate, limpiadora
- Rolando / Arnaldo di Paolo
- Tito Heredia, productor
- Tomás Rabero Pellejero
- Tony Folledo

## Parodias

### Parodias de películas
- 007: SPECTRE
- Acorralado
- Algunos hombres buenos (Algunos hombres viejos)
- Bailando con lobos
- Cincuenta sombras de Grey (Cincuenta sombras de Gres)
- Django desencadenado (Dyango desencadenado)
- El exorcista
- El hundimiento
- El mago de Oz
- El retorno del Jedi (La reforma del Jedi)
- El señor de los anillos
- El sexto sentido
- En la línea de fuego
- Esencia de mujer
- Instinto básico
- Grease
- Guerra Mundial Z (Guerra Rural Z)
- It
- Karate Kid
- La caza del Octubre Rojo
- La chaqueta metálica
- La gran evasión
- La ley de la calle
- Liga de la Justicia
- Los bingueros (Los bingueros Resurrection)
- Los puentes de Madison
- Matrix y La ciudad no es para mí (La matriz no es para mí)
- Misión: Imposible
- Ocho apellidos vascos (Ocho apellidos maños)
- Oficial y caballero (Oficial y chapucero)
- Pactar con el diablo
- Perfectos desconocidos
- Malditos bastardos
- Pesadilla en Elm Street (Pesadilla en la cocina de Elm Street)
- Star Wars
- Thelma & Louise
- Venganza

### Parodias de programas de TV
- 1000 maneras de morir
- ¿Quién quiere casarse con mi hijo?
- ¿Quién quiere ser millonario? (¿Quién quiere ser mileurista?)
- Al rojo vivo
- Bricomanía
- Cazadores de mitos
- Comando actualidad
- Constructor a la fuga
- Cuarto Milenio
- Dynamo: El mago (Andamyo: El mago)
- El chiringuito de Jugones
- El encantador de perros
- El jefe infiltrado
- El objetivo
- Empeños a lo bestia
- En la tuya o en la mía
- Equipo de investigación
- España directo
- Españoles por el mundo
- Fabricando: Made in Spain
- First Dates
- Hermano mayor
- La mañana de La 1
- La ruleta de la suerte
- La voz
- Las mañanas de Cuatro
- Los Gipsy Kings
- MasterChef
- Mujeres y hombres y viceversa
- Operación Triunfo
- Pasapalabra
- Pesadilla en la cocina
- Planeta Calleja
- Policías en acción (Policías en acción Kids)
- Premier Casino
- Robin Food
- Saber y ganar
- Salvados
- Sálvame
- Tu cara me suena
- Tú sí que vales
- Versión española
- Viajando con Chester

### Parodias de series TV
- Centro médico
- CSI: Miami
- El ministerio del tiempo
- El Príncipe
- Estoy vivo
- Juego de tronos
- Isabel
- La patrulla canina
- Mar de plástico
- Narcos
- The Walking Dead
- Vis a vis

### Parodias de famosos
- Ada Colau
- Adam Savage
- Al Pacino
- Alberto Chicote
- Alejandro Sanz
- Ana Botella
- Ana Pastor
- Andrés Pajares
- Andreu Buenafuente
- Antonio García Ferreras
- Antonio Orozco
- Artur Mas
- Arturo Fernández
- Belén Esteban
- Bertín Osborne
- Carlos de Inglaterra
- Carlos Herrera
- Carlos Sobera
- Carme Barceló
- Carmen Lomana
- Carmen Porter
- César Millán
- Charles Chaplin
- Chiquito de la Calzada
- Clint Eastwood
- Daniel Craig
- David Bisbal
- David de Jorge (Robin Food)
- Donald Trump
- Diego el Cigala
- El pequeño Nicolás
- El juez Pablo Ruz
- Emma García
- Enrique de Vicente
- Esperanza Aguirre
- Eva González
- Florentino Pérez
- François Gallardo
- Gloria Serra
- Hillary Clinton
- Hugo Gatti
- Iker Jiménez
- Irene Junquera
- Jamie Hyneman
- Jesús Calleja
- Jesús Hermida
- Jesús Mariñas
- Jesús Posada
- Jimmy Giménez-Arnau
- Joaquín Sabina
- John Travolta
- Jordi Cruz
- Jordi Évole
- Jordi Hurtado
- Jordi Pujol
- Jorge D'Alessandro
- Jorge Javier Vázquez
- José Bono
- José Cabrera
- Joselito
- Josep Pedrerol
- Juan Carlos Monedero
- Juan Salazar de Los Chunguitos
- José Salazar de Los Chunguitos
- Karmele Marchante
- Karra Elejalde
- Kevin Costner
- Kiko Hernández
- Kiko Matamoros
- Kim Jong-un
- Kristian Pielhoff
- Lady Gaga
- Laura Pausini
- Liam Neeson
- Lionel Messi
- Luis Enrique
- Malú
- Mariano Rajoy
- Mariló Montero
- Mario Vaquerizo
- Manel Fuentes
- Meghan Trainor
- Miguel Ángel Revilla
- Miguel Bosé
- Mila Ximénez
- Montserrat Caballé
- Najwa Nimri
- Nicki Minaj
- Nicky Jam
- Olivia Newton-John
- Oriol Junqueras
- Pablo Iglesias
- Paco Marhuenda
- Paco Martínez Soria
- Paulina Rubio
- Paz Padilla
- Pedro Almodóvar
- Pedro García Aguado
- Pedro Sánchez
- Pepe Rodríguez
- Pocholo Martínez-Bordiú
- Rafael Nadal
- Rafaella Carrá
- Richy Castellanos
- Risto Mejide
- Rita Barberá
- Rosario Flores
- Samanta Vallejo-Nágera
- Santiago Camacho
- Shakira
- Sharon Stone
- Tom Cruise
- Tomás Roncero
- Tonino Carotone (Ricardo Boquerone)
- Vicente del Bosque
- Woody Allen
- Ylenia Padilla de Gandía Shore

### Parodias de personajes ficticios
- Batman
- Bob Esponja
- Cyborg
- Daenerys Targaryen
- Dios
- Dora, la exploradora
- Flash
- Freddy Krueger
- Gandalf
- Horatio Caine
- James Bond 007
- Jesús de Nazaret
- John Rambo
- Jon Snow
- La chica de la curva
- Luke Skywalker
- Mr. Bean (El Fumi de Morata)
- Super Mario Bros
- Patricio Estrella
- Negan
- Pennywise, el payaso
- Thor
- Tyrion Lannister
- Rick Grimes
- Wonder Woman
- Yoda (Jordi Pujol)

### Parodias de personajes históricos
- Alexander Fleming
- Alfonso X El Sabio
- Augusto Pinochet
- Carlos II de España
- Charles Chaplin
- Charles Darwin
- Cristóbal Colón
- Edvard Munch
- El Cid
- Francisco de Goya
- Francisco de Quevedo
- Francisco Franco
- Frida Kahlo
- Galileo Galilei
- Gengis Khan
- Gustavo Adolfo Bécquer
- Hernán Cortés
- Isabel la Católica
- Juana de Arco
- Lucrecia Borgia
- Marie Curie
- Napoleón Bonaparte
- Nostradamus
- Pablo Picasso
- Victoria del Reino Unido

## Invitados
| - Melody (Programa 1) - Cayetana Guillén Cuervo (Programa 2) - Fernando Esteso (Programa 3, 4, 12 y 13) - Juan Muñoz (Programa 4, 7, 10, 13 y 15) - Jesús Cintora (Programa 6 y 9) - Feliciano López (Programa 7) - Ricardo Gómez (Programa 7) - Luis Piedrahíta (Programa 7) - Enrique Villén (Programa 7) - Roser (Programa 7) - Gema Castaño (Programa 7) - Fernando Romay (Programa 8) - Abraham Mateo (Programa 11) - Dvicio (Programa 12) - Edurne (Programa 13) - Amaia Montero (Programa 14) - Merche (Programa 15) - Andrés Arenas (Programa 16) - Michelle Jenner (Programa 16) | - Fernando Esteso (Programa 1, 3) - Diego Arjona (Programa 1, 7) - Jesús Álvarez (Programa 2, 3) - Carolina Casado (Programa 2, 3) - Jota Abril (Programa 2, 3) - Santi Acosta (Programa 2, 3) - Elena Ballesteros (Programa 3, 4) - Jorge Blass (Programa 4, 6) - Inés la Maga (Programa 4, 6 y 7) - Carlos Baute (Programa 5) - Sergio Martín (Programa 6) - Antonio Orozco (Programa 7) - Luis Piedrahíta (Programa 7) - Yunke (Programa 7) - Juan Magán (Programa 9) | - Félix, el gato (Programa 1, 2) - Agustín Durán (Programa 1, 2) - Marta González de Vega (Programa 2) - Sara Vega (Programa 2) |

## Premios
- 2015: Premio Ondas: José Mota: como mejor intérprete masculino.[2]